# Hendrikus van de Sande Bakhuyzen
Hendrikus van de Sande Bakhuyzen (La Haia, 2 de gener de 1795 – 12 de desembre de 1860) fou un pintor holandès, conegut pels seus paisatges i marines.
La seva muller va ser Sophia Wilhelmine Kiehl (1804 – 1881). El seu fill, Julius van de Sande Bakhuyzen (1835 – 1925), fou també un pintor conegut. La seva filla, Gerardine Jacoba van de Sande Bakhuyzen (1826 – 1895), va ser també una pintora de natures mortes, flors, i fruita; es quedà soltera.